# Висилка
Висилката е дисциплина и апарат, който се използва в мъжката спортна гимнастика.
Той традиционно се състои от цилиндрична метална пръчка (обикновено от стомана), разположена успоредно на пода, поддържана от система от кабели и вертикални подпори. Гимнастиците обикновено носят специални кожени приспособления на дланите на ръцете си по време на изпълнение, за да предотвратят претриване. Днес най-елитните състезания използват еластично ядро от стъклопластика, подобно на използваното в женските и мъжки успоредки.

## Размери
- Височина 278 cm (включително 20 cm матрак за приземяване)
- Дължина 240 cm
- Диаметър на металната пръчка 2,8 cm